# Щедровицкий, Георгий Петрович
Гео́ргий Петро́вич Щедрови́цкий (23 февраля 1929, Москва — 3 февраля 1994, Болшево, Московская область) — советский и российский философ и методолог, общественный и культурный деятель. Создатель системо-мыследеятельностной методологии, основатель и лидер Московского методологического кружка, идейный вдохновитель «методологического движения». Кандидат философских наук.

## Биография
Родился в семье инженера и организатора советской авиационной промышленности Петра Георгиевича Щедровицкого (1899—1972) и врача-микробиолога Капитолины Николаевны Щедровицкой (урождённой Баюковой, 1904—1994).
В 1937 году поступил во второй класс московской средней школы № 2, в которой учился до эвакуации семьи в г. Куйбышев. Там, одновременно с учёбой в местной школе, работал санитаром в госпитале, шлифовальщиком на военном заводе. В 1943 году семья вернулась в Москву, и Г. П. Щедровицкий продолжил учёбу в средней школе № 150, которую окончил в 1946 году с серебряной медалью.
«Александр Зиновьев, Эвальд Ильенков, Георгий Щедровицкий — люди, которые сломали хребет господствовавшей в вузах философской догматике» (В. С. Стёпин, академик РАН, директор Института философии АН СССР (РАН) в 1988—2006 гг.).
С 1946 года учился на физическом, а с 1949 года — на философском факультете Московского государственного университета (МГУ), который окончил с отличием в 1953 году. Во время учёбы подружился с А. А. Зиновьевым, в лице которого обрёл единомышленника.
В 1951—1958 годах работал школьным учителем. В 1957 году опубликовал свою первую научную статью.
Являлся членом КПСС с 1956 года по 1968 год, был исключён из партии после того, как подписал т. н. «письмо 170-ти» в защиту Юрия Галанскова и Александра Гинзбурга.
Работал в различных научно-исследовательских организациях и учреждениях образования:
- в 1958—1960 годах — редактором издательства Академии педагогических наук РСФСР (АПН РСФСР);
- в 1960—1965 годах — младшим научным сотрудником лаборатории психологии и психофизиологии Научно-исследовательского института дошкольного воспитания АПН РСФСР;
- в 1965—1969 годах — старшим научным сотрудником Всесоюзного научно-исследовательского института технической эстетики (ВНИИТЭ) при Государственном комитете по науке и технике (ГКНТ СССР);
- в 1969—1974 годах — вначале методистом, затем руководителем учебно-методической лаборатории Центральной учебно-экспериментальной студии Союза художников СССР;
- в 1974—1980 годах — старшим преподавателем кафедры педагогических дисциплин Московского областного государственного института физической культуры (МОГИФК);
- в 1980—1983 годах — старшим научным сотрудником в отделе психологии Научно-исследовательского института общей и педагогической психологии Академии педагогических наук СССР (АПН СССР);
- в 1983—1988 годах — старший научный сотрудник в отделе методологии и теории инженерных изысканий Центрального научно-исследовательского и проектно-экспериментального института по методологии, организации, экономике и автоматизации проектирования и инженерных изысканий (ЦНИИпроект) при Госстрое СССР, который в 1986 году был передан в Производственный и научно-исследовательский институт по инженерным изысканиям и строительству при Госстрое СССР (М. Рац вспоминал, что Щедровицкого устроили в ЦНИИпроект он — усилиями с С. П. Никаноровым[5]);
- 1988—1992 годах — заведующим лабораторией организации проектно-строительного дела Всесоюзного научно-исследовательского института теории архитектуры и градостроительства (ВНИИТАГ)[6].

В 1990—1994 годах являлся главным редактором журнала «Вопросы методологии»; с 1988 года — председателем Комитета по системо-мыследеятельностной методологии и организационно-деятельностным играм при Правлении Союза научных и инженерных обществ СССР (Союза НИО СССР).
В последние годы жизни работал в Международной академии бизнеса и банковского дела (МАБиБД, ныне — Тольяттинская академия управления).
Скончался 3 февраля 1994 года в п. Болшево (Московская обл.). Похоронен на Донском кладбище.

## Семья
Был трижды женат:
- Первая жена — Наталья Мостовенко (дочь ректора МВТУ им. Баумана П. Н. Мостовенко и переводчицы Р. М. Гальпериной, внучка писателя Менаше Галперна).
  - Дочь — Елена.
- Вторая жена — И. А. Щедровицкая (урождённая Кривоконева).
  - Сын — Пётр.
- Третья жена — Галина Давыдова.

Племянник (сын двоюродного брата) — Яков Самуилович Щедровицкий (1907—1994), учёный-металлург, лауреат Государственной премии СССР.

## Деятельность
основной принцип, который определял всю дальнейшую мою жизнь и работу: для того чтобы Россия могла занять своё место в мире, нужно восстановить интеллигенцию России
Г. П. Щедровицкий — один из основателей Московского логического кружка (с 1952 года; в Кружок также входили: Б. А. Грушин, А. А. Зиновьев и М. К. Мамардашвили) и идейный и организационный лидер его непосредственного продолжения — Московского методологического кружка (ММК).
Отстаивал идею приоритета деятельностного подхода над натуралистическим как в гносеологическом, так и в онтологическом планах. Разрабатывал идею самоопределения методологии «как общей рамки всей жизнедеятельности людей». Предложил и развивал оригинальную логико-методологическую программу, прошедшую этапы:
- содержательно-генетической эпистемологии (логики) и теории мышления (1952—1960);
- деятельностного подхода и общей теории деятельности (1961—1971);
- системо-мыследеятельностного подхода и общей методологии (с 1971 года).

В развитие и социально-практическое воплощение своих философско-методологических идей предложил новую форму организации коллективных мышления и деятельности — организационно-деятельностные игры (ОДИ), соединяющие в себе свойства учебно-деловых игр и интеллектуального методологического дискурса (с 1979 года по 1993 год организовал и провёл 93 ОД-игры).
Круг интересов и размах научного творчества Г. П. Щедровицкого был чрезвычайно широк и разнообразен: педагогика и логика, общая теория деятельности и логика и методология системно-структурных исследований и разработок, философия науки и техники, проектирования и организации, психология и социология, языкознание и семиотика — везде он оставил свой оригинальный след.
Как характеризовал его Феликс Трофимович Михайлов: "Кумир думающих молодых психологов и философов 60-80 годов. Но и до ухода из жизни — один из самых ярких и авторитетных теоретиков наших".

## Наследие
Все без исключения труды Г. П. Щедровицкого (как опубликованные, так и остающиеся в архивах) тематически и методически лежат в русле работ ММК. При жизни им было опубликовано лишь его две брошюры, две коллективные монографии с его участием и порядка полутора сотен отдельных статей, написанных единолично или в соавторстве.
В регламент методологических семинаров ММК (по крайней мере, с 1957 года) входили: правило отсутствия «собственности на идеи» и ориентация на фиксацию результатов в форме коллективных монографий.
Коллективные монографии готовились, однако часто не допускались к печати либо издавались малыми тиражами: так, был арестован тираж сборника «Проблемы исследования систем и структур» (1965), рассыпан набор монографии «Педагогика и логика» (1968); монография «Разработка и внедрение автоматизированных систем в проектировании» (1975) вышла в отраслевом издательстве небольшим тиражом и повлекла репрессии против издателей. Г. П. Щедровицкому не удалось опубликовать и свою раннюю книгу, содержащую расширенный вариант кандидатской диссертации (её частичная реконструкция увидела свет лишь посмертно под названием «О методе исследования мышления»).
После смерти Г. П. Щедровицкого его архив оказался рассредоточен, по крайней мере, по двум местам: у вдовы и у сына. Также не разрешён вопрос, что является личным рабочим архивом Г. П. Щедровицкого, а что архивом («библиотекой») ММК.
При том, что многие труды Г. П. Щедровицкого касались вопросов психологии, в современной российской психологии его идеи остаются маргинальными, его имя цитируется редко. Школа психологов-последователей Щедровицкого существует в Белорусском государственном педагогическом университете (БГПУ). С другой стороны, идеи Г. П. Щедровицкого имеют много сторонников в отечественной педагогике.
Тем не менее, в течение 1995—2007 годов было подготовлено и опубликовано около двадцати книг, отчасти содержащих прижизненные публикации, но, в основном (особенно это относится к серии «Из архива Г. П. Щедровицкого»), представляющие ранее неизвестные широкому кругу читателей тексты, а также стенограммы докладов, лекций и выступлений Г. П. Щедровицкого. Большая часть этих книг подготовлена коллективом, включавшим брата покойного философа — Л. П. Щедровицкого, и его вдову Г. А. Давыдову, учредивших в 2004 году издательство «Наследие ММК».

### Прижизненные издания

#### Книги
- Проблемы методологии системного исследования / Г. П. Щедровицкий. — М., 1964. — 48 с.
- Проблемы исследования систем и структур. Материалы к конференции / Г. П. Щедровицкий и др. — М., 1965. (На правах рукописи. Основная часть тиража этой коллективной монографии ММК была арестована[12] и уничтожена, часть тиража «распространялась в качестве едва ли не самиздата»[13].)
- Педагогика и логика / Г. П. Щедровицкий и др. — М., 1968. — 416 с. (На правах рукописи.) Факсимильно переиздана: М., 1993. (Эта коллективная монография ММК была подготовлена к изданию в 1968 году, но набор рассыпан, поскольку книга была сочтена «идеологически вредной», и в связи с репрессиями против «подписантов» письма в защиту А. И. Гинзбурга и Ю. Т. Галанскова. П. Г. Щедровицкий, сын Г. П. Щедровицкого, называет в качестве инициатора этой акции психолога А. Н. Леонтьева[14]. Некоторое количество экземпляров всё же попало в оборот «на правах рукописи».)
- Системное движение и перспективы развития системно-структурной методологии / Г. П. Щедровицкий. — Обнинск, 1974.
- Разработка и внедрение автоматизированных систем в проектировании (теория и методология) / Г. П. Щедровицкий и др. — М., 1975. (Эта коллективная монография ММК обычно рекомендовалась Г. П. Щедровицким в качестве введения в общую теорию деятельности и системодеятельностную методологию и библиографического источника для дальнейшего их изучения.)
- Теоретические и методологические исследования в дизайне / Г. П. Щедровицкий (в соавторстве) // Труды ВНИИТЭ. — Серия «Техническая эстетика». — Вып. 61. — В 2 чч. — М., 1990.

### Посмертные издания
- Щедровицкий Г. П. Избранные труды. — М., 1995. — 800 с. — ISBN 5-88969-001-9.
- Путеводитель по методологии организации, руководства, управления. Хрестоматия по работам лидера московской методологической школы Г. П. Щедровицкого. — Тольятти, 2003. — 148 с. — ISBN 5-8146-0021-7.
- Теория дизайна / Г. П. Щедровицкий (в соавторстве). — М., 2004. — 372 с. — ISBN 5-98530-004-8. (Переиздание книги «Теоретические и методологические исследования в дизайне».)
- На досках. Публичные лекции по философии Г. П. Щедровицкого. — М., 2004. — 196 с. — ISBN 5-98530-002-1. (Сокращённое комментированное издание публичных лекций по философии, прочитанных в 1989 году.)
- Мышление. Понимание. Рефлексия / Г. П. Щедровицкий. — М., 2005. — 800 с.
- Знак и деятельность / Г. П. Щедровицкий. — Кн. I: Структура знака: смыслы, значения, знания. 14 лекций 1971 г. — М., 2005. — 463 с.
- Знак и деятельность / Г. П. Щедровицкий. — Кн. II: Понимание и мышление. Смысл и содержание. 7 лекций 1972 г. — М., 2006. — 353 с.
- О методе исследования мышления / Г. П. Щедровицкий. — М., 2006. — 600 с.
- Знак и деятельность / Г. П. Щедровицкий. — Кн. III: Методологический подход в языковедении. 11 лекций 1972—79 гг. — М., 2007. — 448 с.
- Путеводитель по методологии организации, руководства и управления. Хрестоматия по работам Г. П. Щедровицкого. — М.: Альпина паблишер, 2012. — 197 с. — ISBN 978-5-9614-1991.
- Записки Рижского методологического семинара. — Рига, 2010. — Т. 1 (лекции Г. П. Щедровицкого в Латвийском университете «История Московского Методологического Кружка и системомыследеятельностной методологии»). — 120 с. — ISBN 978-9984-49-197-4.
- Путеводитель по основным понятиям и схемам методологии организации, руководства и управления. Хрестоматия по работам Г. П. Щедровицкого. — М.: Альпина паблишер, 2012. — 264 с.
- Оргуправленческое мышление: идеология, методология, технология (курс лекций). — 3-е изд., испр. и доп. — М.: Изд-во Студии Артемия Лебедева, 2014. — 468 с. — ISBN 978-5-98062-078-3.

#### Серия «Из архива Г. П. Щедровицкого»
- Программирование научных исследований и разработок / Из архива Г. П. Щедровицкого. — Т. 1. — М., 1999. — 286 с.
- Щедровицкий Г. П. и др. Психология и методология. Обсуждение «ситуации и условий возникновения концепции поэтапного формирования умственных действий» (работа Л. С. Славиной и П. Я. Гальперина). Доклады на Комиссии по логике и методологии мышления в Институте общей и педагогической психологии АПН СССР, январь-апрель 1980 г. / Из архива Г. П. Щедровицкого. Т. 2. Вып. 1. — М., 2004. — 368 с. (idem; idem)
- Щедровицкий Г. П. Начала системно-структурного исследования взаимоотношений в малых группах. Курс лекций / Из архива Г. П. Щедровицкого. — Т. 3. — М., 1999. — 351 с.
- ОРУ (1): Оргуправленческое мышление: идеология, методология, технология. Курс лекций / Из архива Г. П. Щедровицкого. — Т. 4. — М., 2000. — 382 с.
- ОРУ (2): Методология и философия оргуправленческой деятельности: основные понятия и принципы (курс лекций) / Из архива Г. П. Щедровицкого. — Т. 5. — М., 2003. — 288 с.
- Процессы и структуры в мышлении (курс лекций) / Из архива Г. П. Щедровицкого. — Т. 6. — М., 2003. — 320 с.
- Проблемы логики научного исследования и анализ структуры науки / Из архива Г. П. Щедровицкого. — Т. 7. — М., 2004. — 400 с.
- Московский методологический кружок: развитие идей и подходов / Из архива Г. П. Щедровицкого. — Т. 8. — Вып. 1. — М., 2004. — 352 с.
- Организационно-деятельностная игра. Сборник текстов (1) / Из архива Г. П. Щедровицкого. — Т. 9 (1). — М., 2004. — 288 с.
- Организационно-деятельностная игра. Сборник текстов (2) / Из архива Г. П. Щедровицкого. — Т. 9 (2). — М., 2005. — 320 с.
- Культура. Культуротехника. Культурология / Из архива Г. П. Щедровицкого. — Т. 10. — М., 2007. — 416 с. — ISBN 5-98808-007-3.
- Лекции по педагогике / Из архива Г. П. Щедровицкого. — Т. 11. — М., 2007. — 400 с. — ISBN 5-98808-008-1.

#### Автобиографические материалы
- Г. П. Щедровицкий. Я всегда был идеалистом…. — М.: Путь, 2001. — 365 с. — ISBN 5937330102. — ISBN 9785937330109.

### Соавторы по публикациям
Соавторами ряда публикаций Г. П. Щедровицкого в разные годы были (в хронологическом порядке): Н. Г. Алексеев, И. С. Ладенко, В. А. Костеловский, А. А. Уварова, С. Г. Якобсон, В. Н. Садовский, Э. Г. Юдин, В. А. Лефевр, Р. Г. Надежина, В. Я. Дубровский, В. М. Розин, Н. И. Кузнецова, П. Г. Щедровицкий (мл.), С. Б. Поливанова, С. И. Котельников, М. Т. Ойзерман, М. В. Рац, Е. Я. Наградова, Л. М. Карнозова, О. И. Генисаретский, М. В. Фёдоров, В. Л. Глазычев, И. Б. Даунис, Е. Л. Зенкевич, Л. В. Марц, А. С. Москаева, Н. С. Пантина, Л. Б. Переверзев и В. Ф. Сидоренко.
Соавторами одной из депонированных работ Г. П. Щедровицкого были Д. А. Аросьев и В. И. Астахов.

### Псевдоним
Одна работа была опубликована Г. П. Щедровицким под псевдонимом «Г. П. Давыдов».

## Память о Г. П. Щедровицком
Коллеги, друзья и ученики называли Г. П. Щедровицкого (в том числе, и в глаза) по инициалам: «ГПЩ» или, чаще, «ГП» [гэ-пэ].
В. Б. Христенко, бывший министр промышленности и энергетики Российской Федерации, в одной из своих книг написал: «Для меня методологическая теория школы Г. П. Щедровицкого давно стала теоретическим каркасом для выработки управленческих решений на всех уровнях административной иерархии, которые мне удалось пройти».
По мнению М. С. Хромченко, Г. П. Щедровицкий однозначно угадывается в качестве прототипа персонажа «Гепе» в памфлете А. А. Зиновьева «В преддверии рая», однако менее однозначны догадки о возможных прототипах персонажей сатирической книги «Зияющие высоты» того же автора.
Г. П. Щедровицкий фигурирует под псевдонимом «и. о. Главного Методолога» в философской переписке Д. Б. Зильбермана и О. И. Генисаретского.
Г. П. Щедровицкий фигурирует (под собственным именем) в повести А. М. Пятигорского «Философия одного переулка».
О Г. П. Щедровицком повествуется в документальном сериале А. Н. Архангельского «Отдел» (2010), посвященном сообществу интеллектуалов-шестидесятников.
Среди поклонников творчества братьев А. и Б. Стругацких распространено мнение о том, что Г. П. Щедровицкий является прототипом Учителя Георгия Анатольевича Носова из романа А. и Б. Стругацких «Отягощенные злом, или Сорок лет спустя». Однако сам  Б.Н. Стругацкий в ответ на прямой вопрос читателя о том, является ли Щедровицкий прототипом Носова, ответил отрицательно и добавил, что саму фамилию Щедровицкого слышал только мимоходом от А.Н. Стругацкого. Он счел крайне маловероятным, чтобы Аркадий мог использовать сведения о Щедровицком для создания образа Носова, не сказав об этом ему, Борису.

### Книги
- Ладенко И. С. (отв. ред.). Интеллектуальные торпеды. Материалы науч. конф. памяти Г. П. Щедровицкого «Георгиевские чтения» 21—22 февраля 1995 г. — Новосибирск, 1996. — 191 с.
- Познающее мышление и социальное действие : наследие Г. П. Щедровицкого в контексте отечественной и мировой философской мысли / Кузнецова Н. И. (ред.). — М.: ФАС, 2004. — 544 с. — ISBN 5812504156. — ISBN 9785812504151.
- Хромченко М. С. Диалектические станковисты : главы из книги о Г. П. Щедровицком. — М.: Школа культурной политики, 2004. — 160 с. — ISBN 598530003X. — ISBN 9785985300031.
- Хромченко М. С. (составитель). ММК в лицах. — М.: Фонд «Институт развития им. Г. П. Щедровицкого», 2006. — 436 с. — ISBN 5-903065-05-8.
- Хромченко М. С. (составитель). ММК в лицах. — М.: Фонд «Институт развития им. Г. П. Щедровицкого», 2006. — Т. 2. — 384 с. — ISBN 978-5-903065-09-7.
- Литвинов В. П. Гуманитарная философия Г. П. Щедровицкого. — М.: ИНФ «Институт развития им. Г. П. Щедровицкого», 2008. — 408, ил. с. — (Московский методологический кружок: идеи и люди). — ISBN 978-5-903065-15-8.
- Данилова В. Л., Щедровицкий П. Г. (ред.). Георгий Петрович Щедровицкий. — М.: РОССПЭН, 2010. — 600 с. — (Философия России второй половины XX в.). — ISBN 978-5-8243-1387-1.
- Хромченко М. С. Методолог : летопись о Г. П. Щедровицком. — М.: ЛУч, 2020. — 679+639 с. — ISBN 978-5-00103-971-6.

### Статьи и главы в книгах
- Литвинов В. П. Мышление по поводу языка в традиции Г. П. Щедровицкого.
- Пинский А. А. Воспоминания о Щедровицком (рус.) // Пайдейя : сборник. — М., 1996.
- Рокитянский В., Соболев А., Пинский А. Переписка из трех углов // История философии. № 2. — М., 1998. — С. 100—140. — 189 с. — ISBN 5-201-01962-5.
- Розов М. А. Рождённый мыслить // Вопросы философии, 2004, № 3.
- Розин В. М. Эволюция взглядов и особенности философии Г. П. Щедровицкого // Вопросы философии, 2004, № 3.
- Морозов Ф. М. Три проблемы в творчестве Г. П. Щедровицкого // Вопросы философии, 2004, № 3.
- Никитаев В. В. Философия и власть: Георгий Щедровицкий: (Последний проект модерна) // Методология науки: статус и программы. М., 2005.- С. 125—176.
- Багина Е. О времени, ГП и ММК (рус.) // Проект Байкал : журнал. — 2016. — № 47—48. — С. 110—115. — ISSN 2307-4485.
- Давыдова Г. А. Г. П. Щедровицкий. Биография.
- Пископпель А. А. К творческой биографии Г. П. Щедровицкого.
- Розов М. А. Проблема способа бытия в гуманитарных науках.
- Копылов Г. Г. Сила парадокса: Г. П. Щедровицкий.
- Раппапорт А. Г. Ахилессова пята.
- Прусс, Ирина. Мышление как дар и окаянство // Знание — сила, 2004, № 2.
- «Г. П. Щедровицкий» // Философы России XIX—XX столетий. Биографии. Идеи. Труды. — М., 1999, с.910-911.
- Розин, В. М. К истории Московского логического кружка: эволюция идей, личность руководителя // Философия не кончается…: Из истории отечественной философии. XX век. 1960—80-е годы. — М., 1998 — Кн. 2. — С. 547—563
- Ладенко, И. С. Г. П. Щедровицкий в развитии генетической логики и методологического движения // Философия не кончается…: Из истории отечественной философии. XX век. 1960—80-е годы. — М., 1998 — Кн. 2. — С. 564—595
- Гиздатов, Г. Г. Когнитивная лингвистика в контексте теории Г. П. Щедровицкого // Fылыми енбектері еділеттін = Науч. тр. «Еділет». — Алматы, 1999 — № 2. — С. 86—90
- Розин В. М. Эволюция представлений Г. П. Щедровицкого о науке // Методология науки: статус и программы / Отв. ред. А. П. Огурцов, В. М. Розин. — М.: ИФ РАН, 2005. — С. 94—124.
- Кукулин И. В. Альтернативное социальное проектирование в советском обществе 1960—1970-х годов, или Почему в современной России не прижились левые политические практики (рус.) // Новое литературное обозрение : журнал. — 2007. — № 88. — ISSN 0869-6365.
- Хромченко М., Рац М. О методологии Г. П. Щедровицкого и «прогрессорстве» А. Н. и Б. Н. Стругацких (рус.) // Новое литературное обозрение : журнал. — 2008. — № 90. — ISSN 0869-6365.
- Dimova Y. Georgii Shchedrovitsky – activity, communication, reflection // Reflective approach to education : from concepts of reflection to a model of reflective practice. — LAP LAMBERT Academic Publishing, 2011. — С. 44—52. — ISBN 9783844322033. — ISBN 3844322035.
- Кузнецова Н. И. Нестандартная эпистемология в отечественном исполнении (сравнительный анализ концепций Г. П. Щедровицкого и М. А. Розова) (рус.) // Эпистемология и философия науки : журнал. — 2012. — Т. 32, № 2. — С. 184—200. — ISSN 1811-833X.
- Розов М. А. Сократ XX века (Г.П. Щедровицкий. Проблемы и идеи) // Философия науки в новом видении. — М.: Новый хронограф, 2012. — С. 251—434. — 440 с. — ISBN 978-5-94881-208-3.
- И. Б. Костина. Э. В. Ильенков и Г. П. Щедровицкий о деятельностном подходе и проблеме идеального // Э. В. Ильенков: диалектика и культура (к 90-летнему юбилею). — М.: Изд-во СГА, 2014. — С. 259—264.
- Кузнецова Н. И. Два проекта методологии: Г. П. Щедровицкий и М. А. Розов // Десятые сократические чтения. Реальность как социальные эстафеты (памяти М. А. Розова). — М.: Эслан, 2015. — С. 12—32. — 180 с. — ISBN 978-5-94101-298-5.
- Titarenko, Inna. The Category of Activity in Soviet Philosophy // The practical essence of man: the 'activity approach' in late Soviet philosophy / Andrey Maidansky, Vesa Oittinen. — Leiden, Boston: Brill, 2016. — С. 58—74. — 204 с. — ISBN 978-90-04-27313-9.
- Кузнецова Н. И. Философия в советском андеграунде: практики выживания (рус.) // Высшее образование в России : журнал. — 2016. — № 5 (201). — С. 80–91. — ISSN 0869-3617.
- А. Б. Стругацкие. "Отягощенные злом, или Сорок лет спустя". Редактор Н.Н. Ключникова. Иллюстрации Яны Ашмариной.  Издательство "Прометей" МГПИ им. В. И. Ленина, издание 1989 года, в серии "Новая фантастика".